# 香取神社 (久喜市外野)
香取神社（かとりじんじゃ）は、埼玉県久喜市外野に所在する神社である。

## 概要
かつての北葛飾郡桜田村の村社の一つであった。祭礼は10月19日となっている。
境内施設として本殿、鳥居（香取神社の神額）、灯籠（複数）、手水舎、阿形と吽形の狛犬一対、「奉納　金壹百貮拾圓也」と彫られた石碑、「伊勢大御神楽」と彫られた石碑、「護國之燈」と彫られた石碑、「奉納」と彫られた石碑、「神殿改修記念碑」と彫られた石碑、「奉獻　金參百圓也」と彫られた石碑、「稲荷大明神」と彫られた石碑、「辨才天」と彫られた石碑、水道、防災行政無線、オリエンテーリングのチェックポイント（Q）、防火水そう、檜の木、杉の木、欅の木、サカキ、ツツジ、サツキ、モミジ、ベニカナメ、ツバキ、ナンテン、リュウノヒゲなどである。またこの香取神社は学校法人成立学園のグラウンドに隣接している。

## 周辺
- JR東日本東北本線（宇都宮線）
  - 東鷲宮駅
- JR東北新幹線
  - 鷲宮信号場
- 東武伊勢崎線
- 沼井公園
- 弦代公園
- 鷲宮産業団地
- 香取神社（上川崎）
- 真言宗豊山派薬王院
- 白山神社（野久喜）
- 葛西用水路
- 天王新堀
- 青毛堀川

## アクセス
- JR東日本宇都宮線「東鷲宮駅」より徒歩約8分（約600 m）[3]。